# Stade lorrain université club Nancy handball
Ne pas confondre avec le Grand Nancy Métropole Handball, un autre club de handball de Nancy
Le Stade lorrain université club Nancy Handball est l'ancienne section de handball du Stade lorrain université club Nancy, créée en 1967.

## Histoire
Créée en 1967 par Jean-Paul Grenouillet, la section handball du Stade lorrain université club Nancy fusionne avec l'entente de Nancy et devient champion de France de Nationale 3 en 1969.
Vainqueur du Championnat de France de Nationale 2 en 1975, le club accède ainsi dans l'élite française. Cinquième de sa poule pour sa première saison en 75/76, le SLUC est relégué en 1977. Premier de sa poule de Nationale 2 en 1978, le club retrouve aussitôt la Nationale 1. De manière analogue, le club réussit une bonne saison (sixième de sa poule en 1979), mais est relégué en 1980.
En 1982, c'est la section féminine qui est Championne de France de Nationale 2 promue en Nationale 1. Si le club parvient à se maintenir sportivement, sa dissolution est prononcée à l'été 1983.
Plus tard, le SLUC s'associe avec le club omnisports (COS) de Villers-lès-Nancy pour former le SLUC Nancy COS Villers. Champion de France de Nationale 1B en 1988, la section masculine évolue à nouveau en Nationale 1A lors de la saison 1988/89 mais est relégué au terme de la saison.
En 2001, nouvelle promotion en 1re division. Sponsorisé par le club de football professionnel de l'AS Nancy-Lorraine lors de la saison de la montée, le club prend le nom de ASNL-Handball durant cette saison 2001-2002 . Si les résultats sportifs sont bons avec une 9e place au classement assurant le maintien sportif, le club est toutefois rétrogradé en Nationale 1 à cause de problèmes financiers, et se sépare en deux clubs différents : HBC Nancy SLUC et Villers Handball.

## Palmarès
Section masculine
- Championnat de France de Division 2
  - Vainqueur en 1975, 1988
  - 2e en 2001
  - Demi-finaliste en 1978
- Championnat de France de Nationale 1 (D3)
  - Finaliste en 1986[2]

Section féminine
- Championnat de France de Division 2
  - Vainqueur en 1979[3] et 1982

## Personnalités liées au club
- Marie-Christine Collignon
- Xavier Contal
- Boro Divković : joueur de 1988 à ?
- Jean-Marc Florentin
- Benoît Henry : joueur avant 1998
- David Motyka : joueur de 1985 à 2002
- Dragan Počuča : joueur de 1999 à 2002
- Sandor Rac : entraîneur de 1999 à 2002
- Hervé Rotatinti
- Ermin Velić : joueur en 1990-1991